# Весково, Виктор
Виктор Весково (англ. Victor Lance Vescovo; род. 10 февраля 1966, Даллас, Техас, США) — американский предприниматель и исследователь. Стал четвёртым человеком в мире, побывавшим на дне Марианской впадины, опустившись на рекордные 10 928 метров.

## Биография

### Происхождение
Весково окончил Стэнфордский университет, Массачусетский технологический институт и Гарвардскую школу бизнеса. В 2002 году Весково стал соучредителем частной акционерной компании Insight Equity, специализирующейся на оборонной, аэрокосмической и электронной промышленностях.
В 2013 году ушёл в отставку из Военно-морского резерва США, проработав более двадцати лет оперативным разведчиком на различных должностях по всему миру, в том числе участвовал в походах на авианосце Нимиц.

### Исследовательская деятельность
Виктор Весково покорил самые высокие горы на каждом из мировых континентов.
Весково возглавляет экспедицию «Пять глубин», цель которой состоит в том, чтобы тщательно составить карту и посетить дно всех пяти мировых океанов к концу 2019 года. В декабре 2018 года Весково погрузился на дно жёлоба Пуэрто-Рико (8375 метров). 3 февраля 2019 года он стал первым человеком, достигшим дна Южного океана, в южной части Южного сэндвичевого жёлоба. В апреле 2019 года Весково спустился почти на 11 км (10 928 метров) до самого глубокого места в океане — Бездны Челленджера Марианской впадины Тихого океана. В своём первом спуске он пилотировал глубоководный аппарат Тритон на глубину 10 928 метров, превзойдя мировой рекорд на 16 метров. В мае состоялось ещё одно погружение. Таким образом, Весково стал обладателем сразу двух мировых рекордов: как человек, совершивший самое глубокое погружение в истории, и как первый человек, побывавший на дне Марианского жёлоба дважды. 24 августа 2019 года Весково завершил экспедицию «Пять глубин», достигнув глубины 5550 м на дне впадины Моллой в Северном Ледовитом океане, первым человеком, достигшим этого места и первым человеком, покорившим все глубочайшие точки дна всех пяти мировых океанов.